# Bogojevo

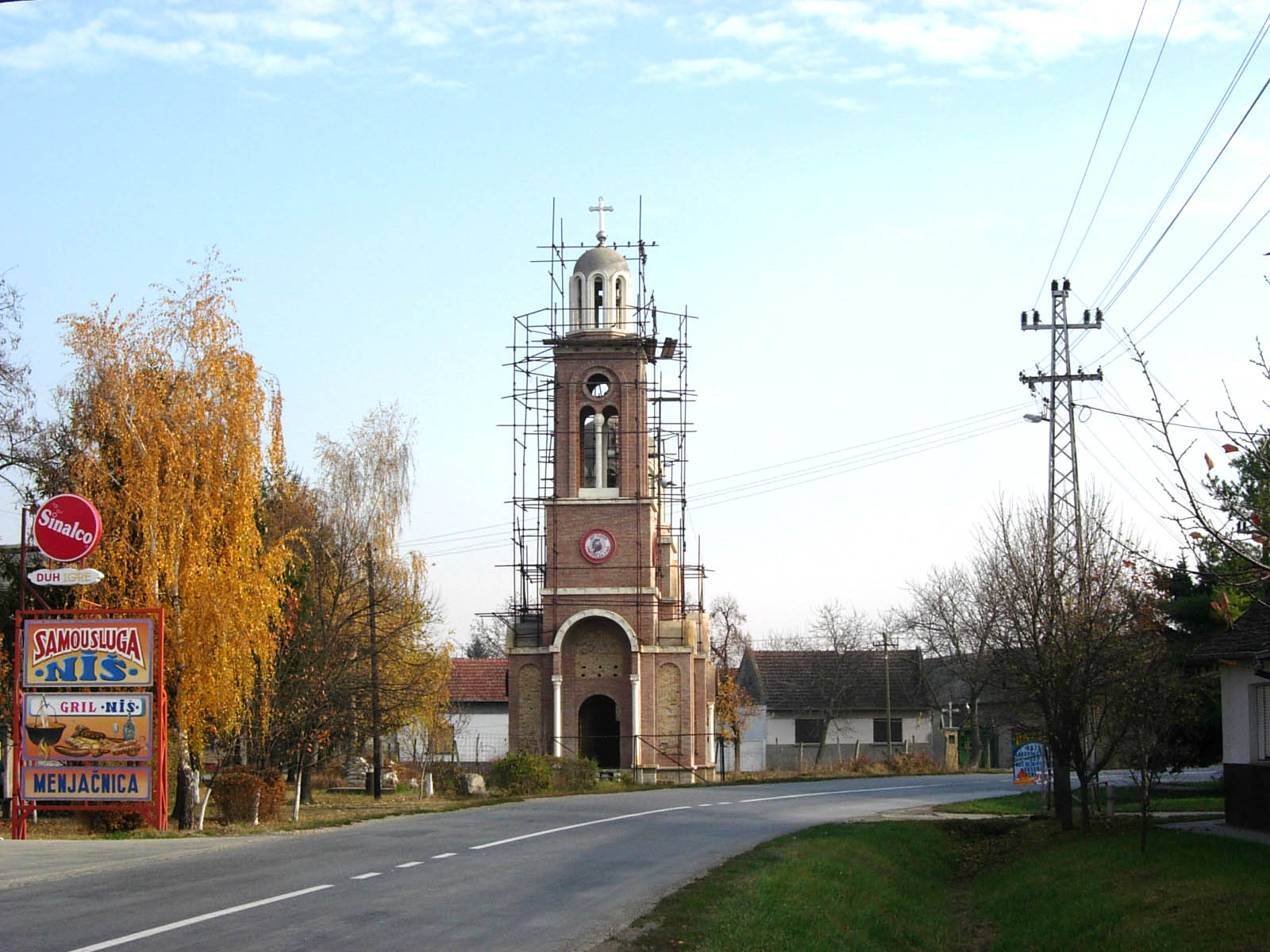
La nouvelle église orthodoxe serbe de Bogojevo

Bogojevo (en serbe cyrillique : Богојево ; en hongrois : Gombos) est une localité de Serbie située dans la province autonome de Voïvodine. Elle fait partie de la municipalité d'Odžaci dans le district de Bačka occidentale. Au recensement de 2011, elle comptait 1 744 habitants.
Bogojevo est officiellement classé parmi les villages de Serbie.

## Démographie

### Évolution historique de la population
| 1948  | 1953  | 1961  | 1971  | 1981  | 1991  | 2002  | 2011  |
| ----- | ----- | ----- | ----- | ----- | ----- | ----- | ----- |
| 2 930 | 3 053 | 3 037 | 2 874 | 2 557 | 2 301 | 2 120 | 1 744 |

|  |